# Santa Maria in Via

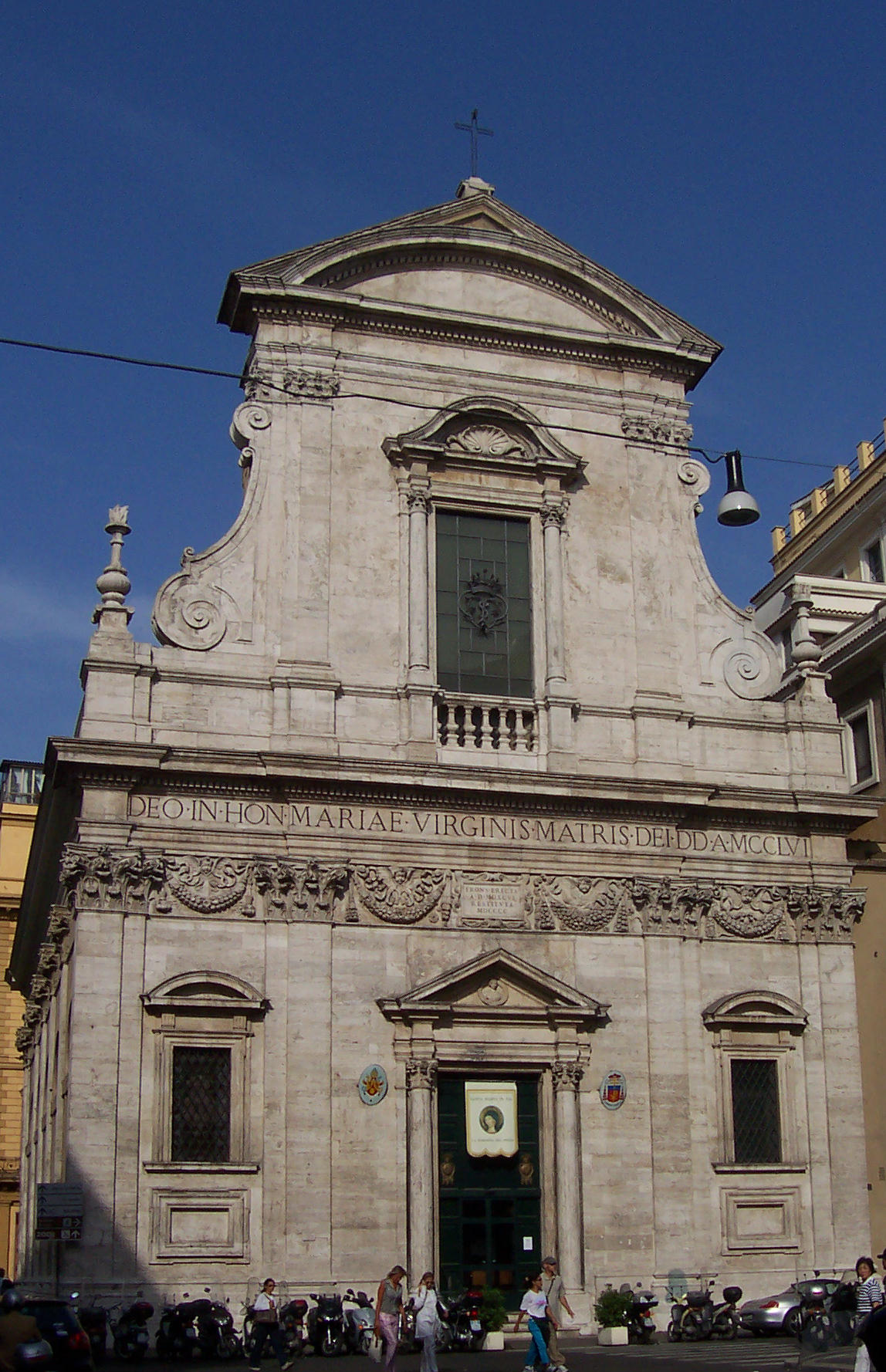
La fachada de Santa Maria in Via fue diseñada por Giacomo della Porta.

Santa Maria in Via es una basílica de Roma. Existía ya en el siglo IX como capilla, pero fue reconstruida tras las noticias de un milagro. En 1165 recibió el nombre de Santa María in Via, esto es, "en el camino", en referencia a la cercana Via Flaminia.
En su lugar se localizaba la casa del cardenal Pietro Capocci, con un pozo en los establos. En la noche del 26 de septiembre de 1256, el pozo se inundó y una imagen de Nuestra Señora apareció flotando en el agua, que desapareció tan pronto como se retiró la imagen. El papa Alejandro IV lo declaró un milagro, y ordenó la construcción de una capilla en ese lugar. En la capilla (la primera a la derecha en la iglesia actual) sigue estando el pozo del milagro.
Inocencio VIII hizo construir la iglesia actual, en un proceso que abarcó de 1491 a 1513. Francesco da Volterra ordenó reformas; más tarde lo haría Carlo Lombardi. La fachada y el pórtico fueron diseñados por Pietro da Cortona en 1660 y Santi Ghetti decoró el altar principal. Finalmente, las obras se completaron en 1604, siendo titular de la iglesia el cardenal san Roberto Belarmino.
El Titulus S. Mariae in Via fue instituido en 1551 por Julio III. El primer cardenal presbítero fue Giulio della Cornea. Tras él, lo han sido Stefano Pignatelli, san Roberto Belarmino y Antonio José González Zumárraga, entre otros.
La Orden de los Servitas atiende la iglesia desde una concesión de León X en 1513.